# Bataille de Long Sault
 (juin 2019).
Si vous disposez d'ouvrages ou d'articles de référence ou si vous connaissez des sites web de qualité traitant du thème abordé ici, merci de compléter l'article en donnant les références utiles à sa vérifiabilité et en les liant à la section « Notes et références ».
Guerres franco-iroquoises
Batailles
- Sorel (1610)
- Long Sault (1660)
- Montréal (1660)
- Montréal (1661)
- Lachine (1689)
- Lachenaie(1689)
- La Prairie (1691)
- Vallée Mohawk (1692)

La bataille de Long Sault fut livrée en mai 1660 par 17 colons de la Nouvelle-France, avec 40 alliés Hurons et 4 Algonquins contre plusieurs centaines d'Iroquois dans un fortin abandonné, sur la rivière des Outaouais au Long-Sault. Adam Dollard des Ormeaux et tous ses compagnons y périrent. Malgré la défaite française, les Iroquois cessèrent les raids sur Ville-Marie (maintenant Montréal).

## Contexte
Depuis 1657, les Iroquois et les Français étaient en guerre ouverte. Les Iroquois faisaient des raids un peu partout en Nouvelle-France, autant à Ville-Marie qu'aux Trois-Rivières. Beaucoup de colons pensaient même retourner en France. Même les Montagnais Innus de Sept-Îles, en 1659, depuis plusieurs années, « n'osaient plus se rendre à Tadoussac par crainte des Iroquois ».

## Dollard mène ses hommes à Long-Sault

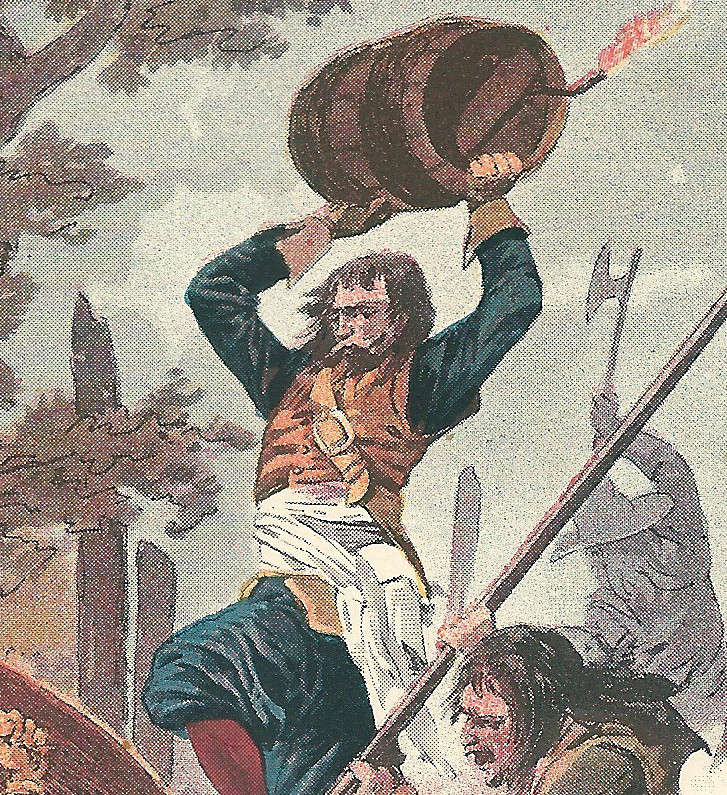
Illustration de Dollard des Ormeaux durant la bataille de Long Sault, tiréé de l'Histoire de la Nouvelle France d'Eugène Guénin

Au printemps 1660, Adam Dollard des Ormeaux reçut l'ordre du gouverneur Paul Chomedey de Maisonneuve de monter une expédition avec l'intention de faire des embuscades contre les guerriers iroquois, qui auraient été vus s'approchant de l'ouest dans le but d'attaquer Ville-Marie et les colons français. Contre l'avis de guerriers amérindiens aguerris, Dollard et un groupe de 17 jeunes Français inexpérimentés quittèrent donc le fort de Ville-Marie, traversèrent ce qui est connu aujourd'hui comme le lac des Deux Montagnes, et remontèrent la rivière des Outaouais. Dollard et son groupe étaient accompagnés par 40 alliés hurons et par quatre Algonquins, y compris Annaotaha connu comme un chef guerrier huron exceptionnel. Après 10 jours de canot sur le Saint-Laurent et sur la rivière des Outaouais, ils débarquèrent le 1er mai près d'un fortin abandonné non loin des rapides de Long-Sault.

## L'attaque iroquoise
Peu de temps après leur arrivée à Long-Sault, soit le 2 mai, le groupe de Dollard fut attaqué par l'avant-garde iroquoise. Celle-ci était composée de 200 à 300 guerriers. Après un bref combat, les Iroquois appelèrent des renforts et attendirent une force d'environ 700 Iroquois, dont 500 Agniers et Onneiouts. Les Français prirent donc refuge dans le fortin (sans porte) et réussirent à tenir contre le grand nombre d'Iroquois pendant une semaine jusqu'à ce que l'eau et la poudre s'épuisent. Les renforts iroquois arrivèrent le 8 mai. Quelques Hurons qui combattaient avec les Iroquois (ayant été adoptés par les Iroquois à l'issue d'autres combats) ont commencé à persuader leurs frères de se joindre aux Iroquois pour éviter une mort certaine s'ils restaient avec les Français. Ce stratagème réussit et de nombreux guerriers Hurons, qui avaient été du combat avec les Français, firent défection pour rejoindre les rangs des Iroquois.
Avec la perte de leurs alliés, le sort de Dollard et de ses compagnons fut scellé, car il ne restait que 22 hommes dans le fortin. Les Iroquois attendaient leurs renforts avant l'assaut final sur les Français. Le 12 mai 1660, la perte du petit groupe fut occasionnée par un baril de poudre à canon lancé par Dollard qui explosa à l'intérieur de la palissade, tuant et/ou blessant plusieurs hommes et ouvrant une brèche dans leurs défenses[réf. nécessaire]. Cela permit aux Iroquois d'entrer dans le fortin. À l'exception de neuf hommes, tous les membres du groupe de Dollard furent tués lors du siège ou au moment de l'assaut final. Des neuf survivants qui furent faits prisonniers, tous furent torturés et tués, sauf un Français.
Les Iroquois furent si décontenancés d'avoir perdu plus de quatre-vingts guerriers contre un si petit nombre (17 Français et 6 Amérindiens), qu'ils n'ont pas poursuivi leur attaque sur Ville-Marie et abandonnèrent leur projet d'anéantir la colonie.
Le 19 août de la même année, Médard Chouart des Groseilliers et Pierre-Esprit Radisson arrivèrent à Ville-Marie chargés de fourrures, ce qui relança l'économie de la colonie.

## Le groupe
Pour les Français autour de Dollard des Ormeaux, on trouve Jacques Boisseau, René Doussin, Jean Valets, Blaise Juillet, Jacques Brassier, Jean Tavernier, Nicolas Tablemont, Laurent Hébert, Alonié de Lestre, Nicolas Josselin, Robert Jurie, Louis Martin, Christophe Augier, Étienne Robin, Jean Lecompte, Simon Grenet, François Crusson, Nicolas Duval et Mathurin Soulard. 
Pour les Hurons, il y a le chef Annaotaha, qui commandait quarante guerriers venus de Québec. Satiatontawa fut le premier Huron survivant qui est arrivé à Ville-Marie. Le second fut Louis Taondechoren qui arriva à Ville-Marie le 3 juin pour décrire la bataille. Joseph Soudouskon est arrivé quant à lui à Québec, le 25 juin. Le dernier rescapé Huron Ignace Tsanhoby est également arrivé à Québec, le 7 octobre 1660, « avec les doigts coupés et brûlés » pour raconter toute l'histoire.
Il y avait également six Algonquins des Trois-Rivières, dont le chef était Mitiouemeg ou Witiwiweg.